# Замок Дромор (Керрі)
Замок Дромор (англ. Dromore Castle, ірл. Caisleán an Droma Mhóir) — замок Дром Мор, замок Великий Дром, замок Великого Пагорба — один із замків Ірландії, замок і садиба біля селища Темплноу, графство Керрі. Замок стоїть біля річки Кенмар. Замок був побудований в 1830-х роках для родини Магоні в неоготичному стилі архітектором сером Томасом Дейном. Нині замок лежить в руїнах.

## Особливості архітектури
Замок Дромор був побудований для аристократа Дені Магоні за проектом архітектора Томаса Дейна при допомозі його брата — Кернса Дейна. Робота була розпочата в 1831 році, хоча документі показують, що до травня 1834 року була витрачена на будівництво мізерна сума. Будівельні роботи були завершені в 1839 році.
Замок був збудований в стилі неоготики чи псевдоготики з використанням цементу та вапна. За винятком великого південного вікна з гострою аркою, решта вікон прямокутні з гострими надбудовами над ними. Цей стиль характерний для споруд Дейна. Вітальня у формі довгої галереї, займає половину площі першого поверху. Західне крило замку мало форму круглої вежі з спіральною сходами, що містяться в прикріпленій башті.

## Історія замку Дромор
Замок Дромор був побудований за вказівкою і фінансуванням Дені Магоні, але великий замок на цьому місці вирішив будувати ще його батько — Джон Магоні. Але коли він з Лондона віз для будівництва замку обладнання для будівництва, листовий метал для даху, вино для підвалів, то його корабель затонув на річці Кенмейр. Тому будівництво замку було відкладене.
Деніс Магоні був відомим діячем ірландської протестантської церкви. Під час голоду 1848 року він влаштував у замку Дромор безкоштовну кухню, де годували голодуючих. Проте його проповіді та благодійництво не зробили його популярним серед населення Ірландії, більше того, були люди, які його ненавиділи як землевласника, протестанта, ставленика англійської влади і колаборанта. У 1850 році на нього був вчинений замах в церкві в Темплноу. Коли він повернувся до свого замку після замаху, то побачив, що в замку влаштували погром і збираються замок підпалити. Погром і підпал були зупинені тільки втручанням місцевого католицького священика отця Джона О'Саллівана.
Після смерті преподобного Дені Магоні в 1851 році замок успадкував його син Річард Джон Магоні, що успішно керував маєтком та фермою по вирощуванню устриць в затоці. Після смерті Річарда Магоні замок успадкував його син Джеральд Сегерсон Магоні. Джеральд Магоні був успішним тенісистом і переможцем змагань в Вімбілдоні. Його тенісний корт зберігся в парку замка Дромор. Наприкінці ХІХ століття Джеральд Магоні займався господарством в маєтку. Поет Джеральд Баултон, що написав відомий збірник лірики «Пісня небесного човна», відвідав замок Дромор і написав слова до відомої нині пісні «Замок Дромор», яка була опублікована 1892 року англійською мовою, але потім була перекладена ірландською.
Джеральд Магоні загинув катаючись на велосипеді — сталась велосипедна катастрофа в 1905 році. Він не лишив спадкоємців, замок отримала у власність його сестра Горі Гед. Вона передала замок двоюрідному брату (кузену) — Х'ю Баултону Воллеру. Замок лишався у володіннях родини Воллер до 1993 року, коли він був виставлений на продаж. Нині замок належить інвестиційній компанії, що намагається реставрувати і замок. Землі навколо замку належать нині «Коллте Теоранта» (ірл. — Coillte Teoranta) — Ірландській раді лісового господарства.